# Ардгоуэн
Ардгоуэн (англ. Ardgowan) — наименование бывшего поместья, находящегося в городских границах Шарлоттауна, Остров Принца Эдуарда, Канада. Исторический памятник, включённый в государственный реестр «Национальные исторические достопримечательности Канады».
Наименование произошло от гэльских слов: «ard» — холм, «gowan» — маргаритка.
Поместье построено в середине XIX века. Принадлежало одному из основателей канадской конфедерации Уильяму Генри Поупу. Площадь поместья, обустроенного в викторианском парковом стиле, составляла 76 акров. Дом построен в сельском стиле «picturesque cottage» (cottage ornée), который был популярен в то время. Южная часть дома представляет собой парадный вход. Со стороны северной части здании находились хозяйственные постройки, огород и сад, обнесённые штакетником.
Поместье отражало социальное положение своего собственника, его обслуживали слуги, горничные, гувернантка. В доме находилась обширная библиотека. Уильям Поуп часто принимал у себя гостей из Шарлоттауна, поместье было известно среди жителей города как место проведения званных обедов и пышных развлечений.
Уильям Поуп занимался в Шарлоттауне юриспруденцией и журналистикой, был редактором газеты «Islander». В 1859 году после победы Консервативной партии был назначен министром по делам колоний, В отличие от большинства жителей острова Принца Эдуарда Уильям Поуп был сторонником объединения британских колоний в конфедерацию. В 1864 году был делегатом Шарлоттаунской конференции и принял в своём поместье участников конференции, предложив им званный обед.
Столкнувшись со значительной оппозицией, Уильям Поур в 1866 году подал в отставку с поста министра и в 1873 году покинул Ардгоуэн (в 1879 году умер в Саммерсайде).
В 1966 году Ардгоуэн был объявлен национальным историческим памятником. В 1967 году дом и пять из 76 первоначальных принадлежавших поместью акров были приобретены Службой национальных парков. В 1980—1982 годах здание было отреставрировано снаружи после проведения обширных исторических исследований. Археологические исследования помогли определить основную планировку территории и конкретное расположение подъездной дорожки и садовых зон.
Территория памятника, восстановленная в первоначальном виде середины XIX века, открыта для посещения. Здание бывшего поместья выполняет административные функции, в нём располагаются офисные помещения и дирекция «Parks Canada», заведующей всеми объектами национальных памятников на Острове Принца Эдуарда.
К аутентичным элементам, имеющим историческую ценность относятся:
- Центральный фасад и ступенчатое западное крыло
- Детали в стиле готического возрождения (интерьер и экстерьер)
- Сохранившиеся оригинальные материалы и мастерство исполнения (отделка веранды, входная дверь и окно)
- Сохранившаяся оригинальная планировка, материалы и особенности интерьера, особенно в двух основных комнатах западного крыла и центральной комнате на первом этаже (планировка, обрамление, окна, двери, отделка, фурнитура и каминные полки из мраморного сланца)
- Археологические находки первоначального Н-образного следа дома;
- Сад, окружающий поместье с каретным сараем.